# 福肯多夫
福肯多夫（德語：Fockendorf）是德国图林根州的市镇，隶属于阿尔滕堡地区县。总面积为8.78平方千米，截至2023年12月31日总人口为771人。